# ریوتارو شیباتا
ریوتارو شیباتا (انگلیسی: Ryutaro Shibata؛ زادهٔ ۲۵ نوامبر ۱۹۹۲) بازیکن فوتبال اهل ژاپن است.
از باشگاه‌هایی که در آن بازی کرده‌است می‌توان به باشگاه فوتبال ماتسوموتو یاماگا اشاره کرد.